# Pristanišče Ningbo-Zoušan
Pristanišče Ningbo-Zoušan (kitajščina 宁波舟山港) je kitajsko pristanišče, ki se nahaja ob krajih Ningbo in Zoušan, v provinci Zhejiang, na obalah Vzhodnokitajskega morja. Gre za dve veliki pristanišči združeni v eno. Po količni pretovora, 744 milijon ton leta 2012, velja za najbolj prometno pristanišče na svetu, rahlo pred Šanghajem - 736 milijonov ton. 
Pristanišče ima 191 privezov, med njimi 39 globokovodnih - za ladje z velikim ugrezom. Leta 2012 so pretovorili tudi 16,83 milijonov zabojnikov..